# 국도 제44호선 (일본)

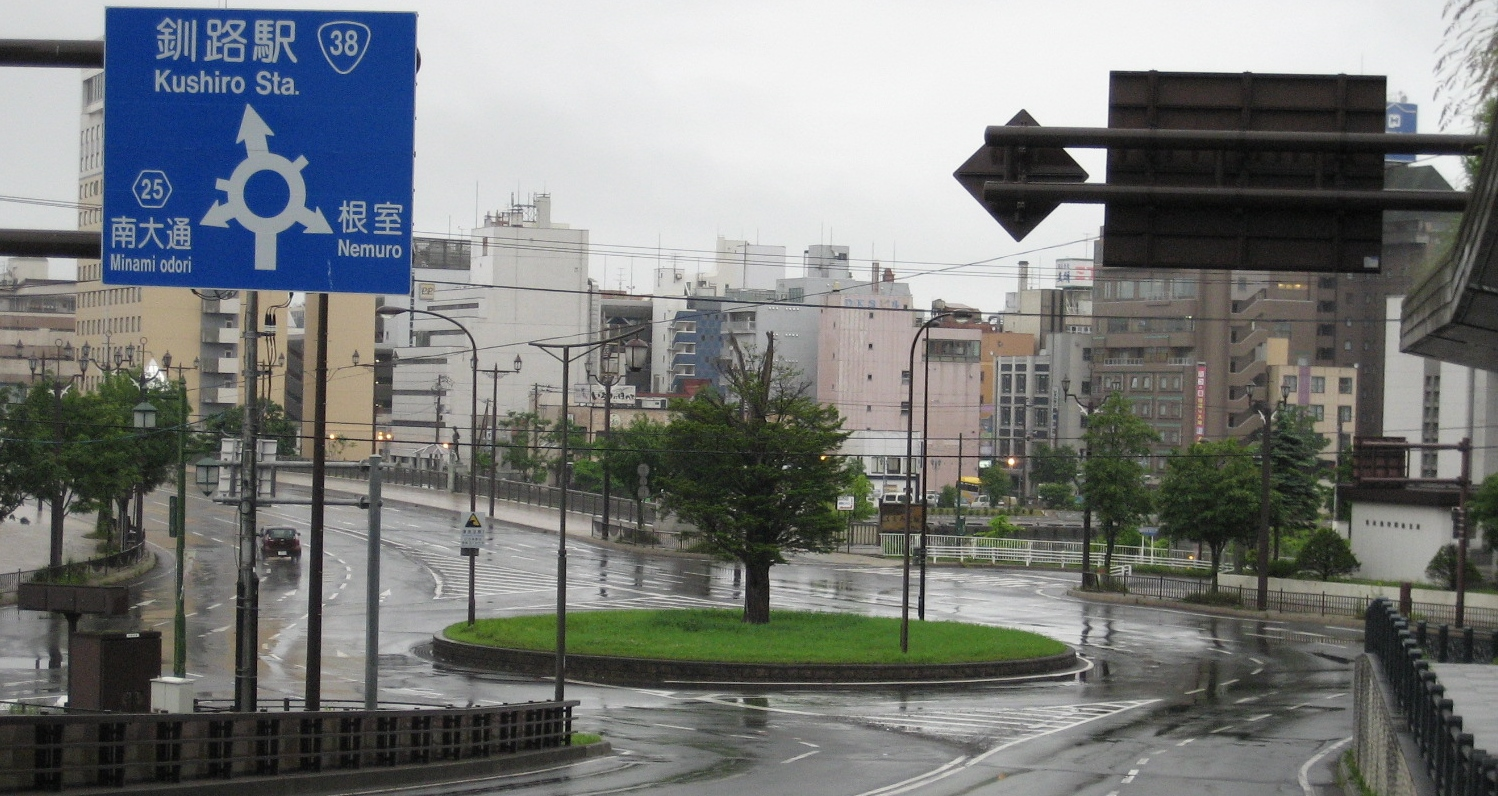
44번 국도의 기점이며, 이 로터리 일대에서는 38번 국도와 만난다.

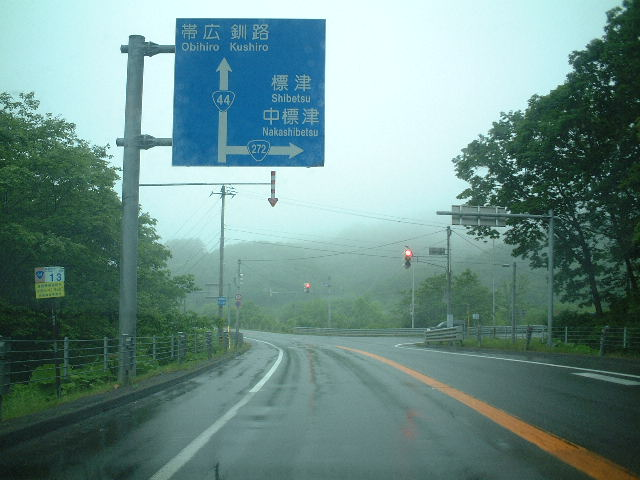
44번 국도 전경. 해당 위치는 구시로정 벳포 일대이다.

국도 제44호선(일본어: 国道44号)은 홋카이도의 구시로시에서 네무로시까지 이어주는 일반 국도이다. 그러나 이 국도는 일본 최동단을 종단하게 되는 국도 노선 중의 하나이다. 그리고 호칭은 센콘 국도(根釧国道)라고 정의한다. 게다가 이 국도 노선이 쿠릴 열도 분쟁 지역인 하보마이 군도에서 가장 가까운 일본 국도 노선이라는 특색을 가지고 있다.

## 주요 경유지
이 도로 구간은 전 구간이 홋카이도를 종단한다.
- 구시로 종합진흥국 : 구시로시 - 구시로군 구시로정 - 앗케시군 (앗케시정 - 하마나카정)
- 네무로 종합진흥국 : 네무로시

## 연선
- 홋카이도여객철도 네무로 본선 : 구시로시 ~ 네무로시 구간
- 후렌호 (네무로시)
- 네무로시청 (네무로시)

## 연결 가능한 도로
- 국도 제38호선
- 국도 제391호선
- 국도 제272호선
- 국도 제243호선

## 같이 보기
- 네무로 도로